# Ottoa
Ottoa é um género monotípico de plantas com flor pertencente à família Apiaceae, cuja única espécie conhecida é Ottoa oenanthoides Kunth, uma planta com distribuição natural nas regiões tropicais das Américas, desde o sul do México à Venezuela.

## Descrição
A única espécie que integra este género monotípico tem distribuição natural na América Central e nas regiões adjacentes da América do Norte e do Sul, desde o sul do México à Venezuela e Ecuador. Ocorre também na Colômbia, Costa Rica, Guatemala e Panamá.
O nome genérico Ottoa é uma homenagem a Christoph Friedrich Otto (1783–1856), um jardineiro e botânico alemão. O epíteto específico latino oenanthoides assinala a semelhança entre a espécie e os membros do género Oenanthe L..
O género e a espécie foram descritos e publicados em 1821 por F. W. H. von Humboldt, A. J. A. Bonpland e C. S. Kunth na obra Nov. Gen. Sp., Vol.5 a página 20.
Têm sido extraídos óleos essenciais por recurso a métodos de hidrodestilação das folhas e raízes de Ottoa oenanthoides.